# Plamenke
Plamenke (znanstveno ime Gymnopilus) so rod gliv iz družine koreninark (Hymenogastraceae).

## Seznam plamenk Slovenije[2]
- Junonina plamenka (Gymnopilus junonius)
- drobnotrosna plamenka (Gymnopilus microsporus)
- Odinova plamenka (Gymnopilus odini)
- predirna plamenka (Gymnopilus penetrans)
- rezka plamenka (Gymnopilus picreus)
- jelkova plamenka (Gymnopilus sapineus)